# باغ هوشمند
باغ هوشمند مربوط به دوره قاجار است و در شهرستان سبزوار، بخش روداب، دهستان فروغن، روستای ملوند واقع شده و این اثر در تاریخ ۲۴ بهمن ۱۳۸۶ با شمارهٔ ثبت ۲۱۲۴۳ به‌عنوان یکی از آثار ملی ایران به ثبت رسیده است.